# Diehl BGT Defence
Diehl BGT Defence is een Duitse wapenfabrikant die
onderdeel is van Diehl Stiftung. Het bedrijf werd gevormd in 2004
door de fusie van Bodenseewerk Gerätetechnik met Diehl Munitionssysteme.
Deze beide bedrijven waren toen al 100% eigendom van Diehl Stiftung.
Het bedrijf heeft nog een dochteronderneming, Diehl Aerospace, dat
avionica maakt voor vliegtuigbouwers.

## Geschiedenis
Bodenseewerk Gerätetechnik werd in 1960 de Europese hoofdproducent van
de Amerikaanse AIM-9 Sidewinder-lucht-luchtraket.
Met de daaruit opgedane ervaring ontwikkelde het bedrijf vanaf 1995 de
IRIS-T-lucht-luchtraket. Sinds december 2005 wordt deze raket in
gebruik genomen door de Duitse luchtmacht en andere Europese
landen. Voor de Duitse marine werd van de IRIS-T ook een
maritieme variant, de IDAS, ontwikkeld.

## Locaties
Het bedrijf heeft vier locaties in Duitsland:
- Überlingen (hoofdkantoor)
- Maasberg
- Nonnweiler-Mariahütte
- Röthenbach a d Pegnitz

## Producten

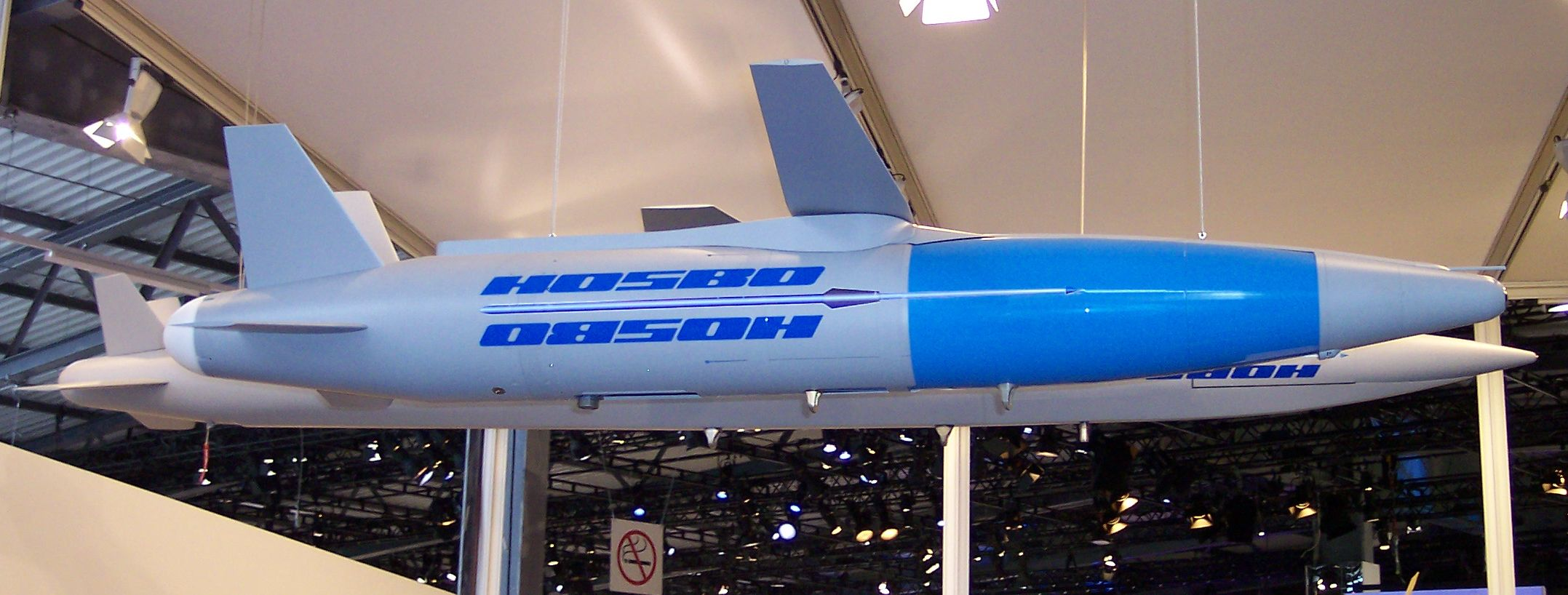
HOSBO-zweefbom ontwikkeld door BGT.

- AIM-9 Sidewinder
- IRIS-T
- IDAS
- IRIS-T SLM
- Panzerfaust 3
- HOPE/HOSBO